# Gabriel Namatjira
Gabriel Namatjira (Hermannsburg nabij Alice Springs, 20 januari 1942 – 1969) was een Australisch landschapsschilder van de Aranda-stam. Hij behoorde tot de Hermannsburg School.
Gabriel Namatjira was de zoon van de landschapsschilder Enos Namatjira. Hij was getrouwd en had één kind. Hij was tevens de kleinzoon van de beroemde landschapsschilder Albert Namatjira.
Gabriel Namatjira behoorde tot de Hermannsburg School, een groep Arandakunstenaars uit Hermannsburg die vooral waterverfschilderijen van Centraal-Australische landschappen, maar ook pottenbakkerskunst vervaardigen. Terugkerende motieven in de schilderijen van Gabriel Namatjira zijn de MacDonnell Ranges in de buurt van Alice Springs met hun typische valleien en gombomen.